# Nódulo (geología)

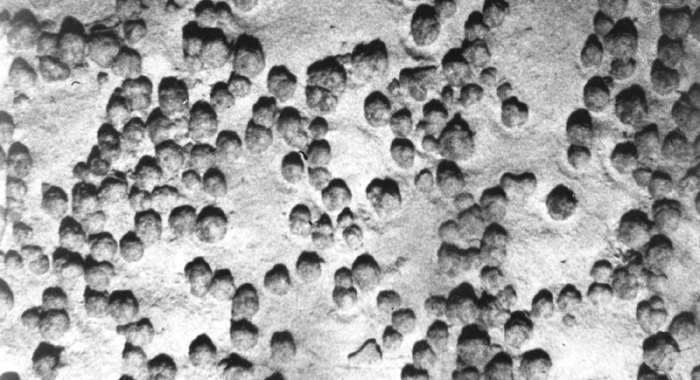
Nódulos de manganeso en el fondo marino.

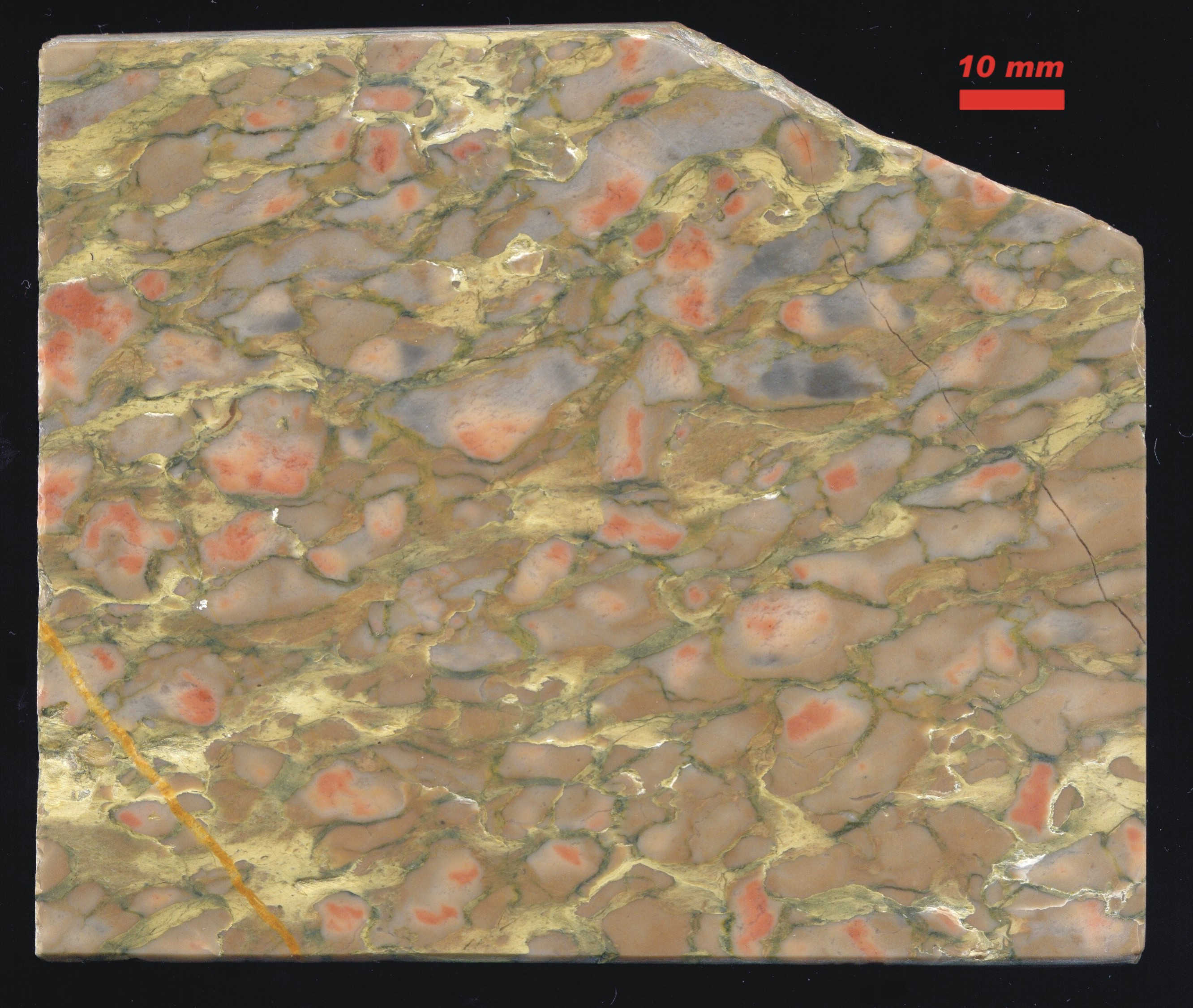
Caliza nodular devoniana

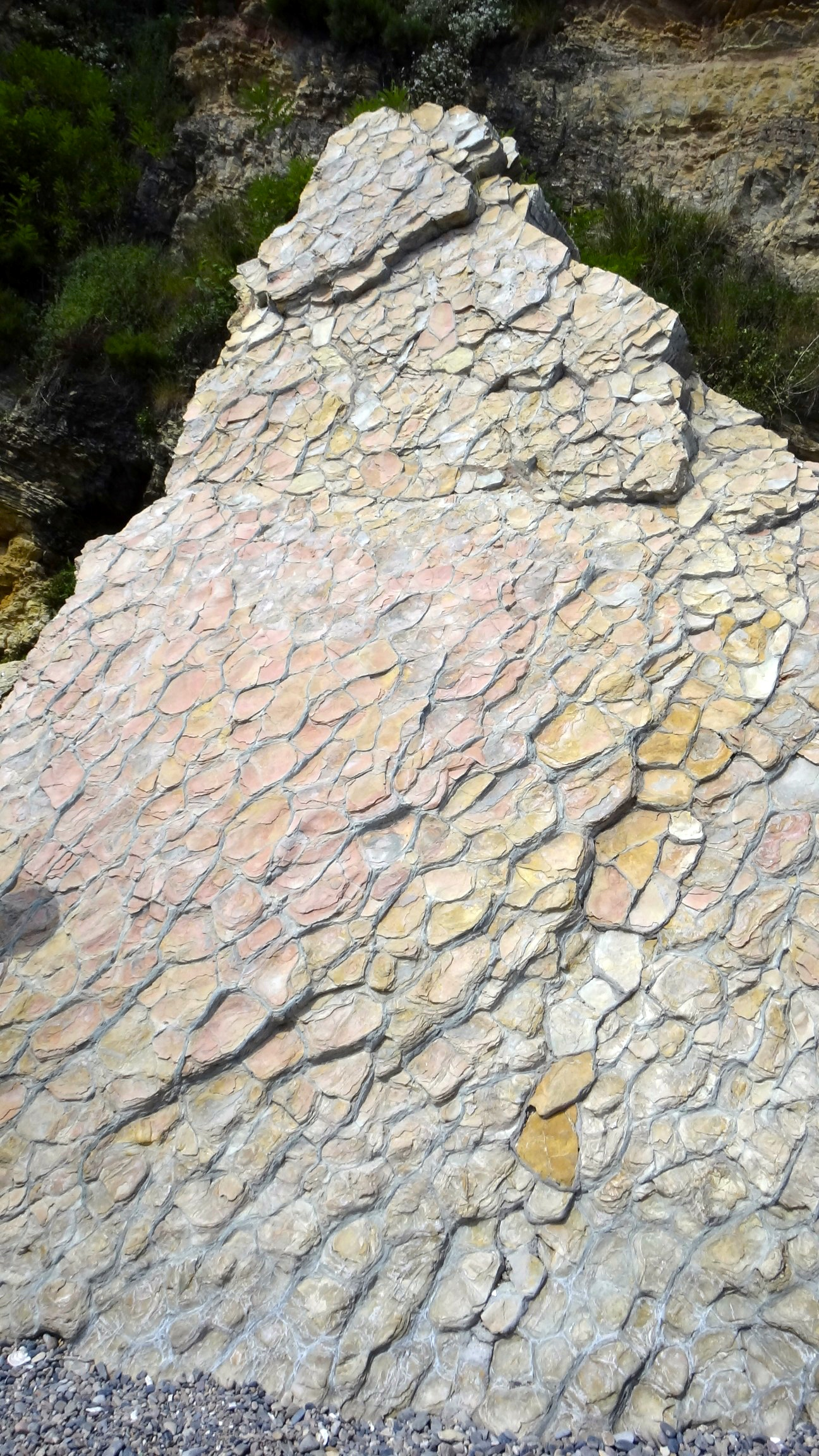
Caliza nodular concrecional en el Jinshitan Coastal National Geopark, Dalian, China

Un nódulo es una concreción contenida en algunas rocas o que se ha formado en el fondo del mar. 
Por lo general tiene forma globular muy pequeña, donde en el seno de una roca se ha concentrado en alto grado uno de los componentes de ésta. Suele tener un tamaño de varios centímetros. Los pisolitos miden unos milímetros y los oolitos sólo un milímetro. Las rocas que los contienen más abundantemente son las margas y las calizas. En las rocas magmáticas se encuentran unos de color oscuro a los cuales se da el nombre de gabarros. La composición química de los nódulos puede ser compleja, aunque siempre predomina un mineral: caliza, dolomita, limonita, sílex, o fosfatos.
En el seno de los océanos se hallan diseminados millones de nódulos polimetálicos.
- Datos: Q2916245